# Sous les figues
Pour plus de détails, voir Fiche technique et Distribution.
Sous les figues (arabe : تحت الشجرة, soit Taht el shajara signifiant « Sous l'arbre ») est un film tunisien réalisé par Erige Sehiri et sorti en 2022.

## Synopsis
En Tunisie, des femmes, souvent jeunes, et d'autres âgées, accompagnées de quelques hommes, sont employés à la récolte des figues sous la direction d'un « chef » peu aimable. Au fil de la journée, des relations se nouent, des jeunes se courtisent, d'autres en profitent pour voler ou régler leurs comptes.

## Fiche technique
- Titre : Sous les figues
- Titre original : تحت الشجرة (Taht el Karmouss)
- Réalisation : Erige Sehiri
- Scénario : Peggy Hamann, Ghalya Lacroix et Erige Sehiri
- Musique : Amine Bouhafa
- Photographie : Frida Marzouk
- Format : couleurs
- Genre : drame
- Durée : 92 minutes
- Dates de sortie : 2022

## Distribution
- Fedi Ben Achour
- Firas Amri
- Ameni Fdhili
- Feten Fdhili
- Fide Fdhili
- Gaith Mendassi
- Abdelhak Mrabti
- Leila Ouhebi
- Hneya Ben Elhedi Sbahi
- Samar Sifi

## Production
La réalisatrice, dont c'est le premier long métrage de fiction, indique qu'il est « inspiré de faits réels [...] entendus de femmes ouvrières agricoles qui travaillent durement toute l'année et aussi de jeunes lycéennes qui viennent l'été ». Le film a coûté 300 000 euros.

## Réception
Guillemette Odicino, de Télérama, décrit ce film comme « un marivaudage moderne » et un « petit miracle de grâce » : « avec de simples arbres, le film réussit à suggérer l'idée d'enfermement de ces Tunisiennes qui expriment leurs désirs de nouvelles perspectives ». Pour Clarisse Fabre, du Monde, « le film séduit par son dispositif, économe et esthétique ».
Le film obtient le prix du jury Ecoprod pendant la Quinzaine des réalisateurs au Festival de Cannes 2022. Il remporte également le Bayard d'or du Festival international du film francophone de Namur et, en octobre 2022, le Tanit d'argent aux Journées cinématographiques de Carthage 2022. Il obtient par ailleurs le premier prix du Festival du film francophone de Tübingen (de).
En décembre 2022, le film reçoit le prix Rêvolution au festival Cinémamed de Bruxelles.
Sorti le 7 décembre 2022 dans les salles françaises, il enregistre 25 241 entrées au box-office 2022.